# Wingmen of Thanagar
Gli Wingmen (originariamente noti come "Hawk-Police") sono una forza di polizia immaginaria del pianeta Thanagar con il ruolo di giudici, giuria e carnefici nelle pubblicazioni della DC Comics.

## Storia
La forza degli Wingmen indossa elmi non alati, armature protettive simili a quelle militari, ali metalliche, e porta con sé armi che rilasciano scariche d'energia e rice-trasmittenti. I loro elmi possiedono diverse caratteristiche visive secondo il bisogno effettivo dell'ufficiale che lo indossa. Questo gruppo fu il maggiore mantenitore di legge e ordine su Thanagar finché non fu formata la Elite Hawkmen Force. Da allora, gli Wingmen persero la loro importanza primaria ed il prestigio, e sono raramente utilizzati come guerrieri da prima linea.

## Wingmen noti
- Katar Hol: una delle prime reclute, i più abile degli Wingmen e ufficiale più decorato.
- Shayera Thal: fu una recluta quando fu affiancata per la prima volta al veterano Katar Hol.
- Andar Pul: il capo.
- Byth Rok: ex membro in alta considerazione, successivamente un ladro.
- Kragger
- Ra Laf
- Fel Andar
- Ch'al Andar
- Mahol Toj: nell'853º secolo, comandò un gruppo di Wingmen che proteggessero i limiti di Metropolis.

Dark Wingmen 
 I Dark Wingmen sono cadaveri di Thanagariani rianimati che furono creati da Onimar Synn.

## Elite Hawkmen Force
Gli Elite Hawkmen (a volte chiamati Hawkman Corps) sono una forza d'élite di Thanagar. La squadra d'élite fu formata da alti ufficiali al fine di trasformare gli elmi alati nel primo concetto di onore - un simbolo Thanagariano di eroismo tra gli Wingmen - in una competizione da primo premio dove sarebbero stati donati ai migliori tra i migliori. Un'idea naturale per la società militare di Thanagar, pensata dall'ufficiale degli Affari Alieni Kanjar Ro, che informò Thal Provis e Andar Pul della possibilità che Katar Hol fosse un traditore. Il concetto era questo: se un soldato avesse vacillato, sarebbe stato riconosciuto come fallito. Ma se un soldato fosse morto mentre indossava un elmo alato, quell'Hawkman sarebbe stato visto come un martire e la morte di questo soldato avrebbe incrementato il mistero intorno al nome della squadra. Quindi, ai soldati non interessava altro che il concetto di Hawkman. Le armature e l'artiglieria degli Hawkmen sono visibilmente le stesse degli Wingmen, ma fortunatamente per loro, sono superiori. E poi, gli Hawkmen indossano ovviamente l'elmo alato. Al fine di mantenere lo status di migliori guerrieri, gli Elite Hawkmen Force vengono inviati in battaglia quando la vittoria è quasi assicurata. Il loro compito non è altro che uccidere un avversario debole e mettere fine alla battaglia.

## DopoCrisi Infinita
Durante la miniserie Rann-Thanagar War, gli Wingmen furono divisi in varie legioni. Ci furono legioni che attaccarono Rann, legioni che difendevano Thanagar e legioni leali a Onimar Synn. Dopo la distruzione di Thanagar, e la sua conseguente terraformazione da parte delle Lanterne Verdi Kilowog e Ion, la ricostituzione degli Wingmen fu eseguita da Carter Hall - che fu subito nominato primo ufficiale e successivamente commissario.